# Bifrenaria harrisoniae
Bifrenaria harrisoniae é uma espécie de orquídea epífita ou rupícola de crescimento cespitoso que  existe da Bahia ao Rio Grande do Sul e em Minas Gerais, no Brasil, onde habita áreas bem iluminadas, frequentemente sobre pedras totalmente expostas ao sol, ocasionalmente dele parcialmente abrigadas, epífitas em árvores com folhagem rala. Pertence ao grupo das Bifrenaria grandes, as quais nunca foram classificadas nos gêneros Adipe ou Stenocoryne. Por sua ampla dispersão e diversas populações isoladas existentes, trata-se de espécie extremamente variável com múltiplos sinônimos e variedades de cor, forma, e comprimento da inflorescência. Este último era inicialmente utilizado para separar estas espécies da Bifrenaria tyrianthina com a qual muito se parece, no entanto, sabe-se hoje que o comprimento da inflorescência de ambas espécies varia conforme a população. A única maneira de diferenciar ambas as espécies é pelo comprimento do calcar na base do labelo, que a B. tyrianthina tem duas vezes mais longo que a coluna e a B. harrisoniae quase do mesmo comprimento, e pelo estipe, que na B. harrisoniae e largo e na B. tyrianthina é estreito.